# Woldemar van Lippe
Günther Frederik Woldemar (Detmold, 18 april 1824 — aldaar, 20 maart 1895) was van 1875 tot 1895 vorst van Lippe.
Hij werd geboren als zoon van vorst Leopold II en Emilie van Schwarzburg-Sondershausen (dochter van vorst Günther Frederik Karel I) en trad op 9 november 1858 in het huwelijk met Sophie van Baden, kleindochter van groothertog Karel Frederik. In 1875 volgde hij zijn kinderloos gestorven broer Leopold III op als vorst van Lippe-Detmold. Vastbesloten zijn land een constitutie te verlenen deed hij in 1876 onder een provisorisch kiesreglement verkiezingen voor een landdag plaatsvinden, die de kieswet goedkeurde.
Daar zijn broer en opvolger Alexander geestesziek was en regeringsonbekwaam was verklaard, werd na Woldemars dood op 20 maart 1895 volgens een tot dan geheimgehouden decreet Adolf van Schaumburg-Lippe, zoon van vorst Adolf I George van Schaumburg-Lippe, tot regent benoemd.